# 1709年業主與租客法令
《1709年業主與租客法令》（英語：Landlord and Tenant Act 1709；8 Ann c 18）是大不列顛國會的一項法令，旨在規管業主與租客之間的關係。
截至2010年底，該法令仍在大不列顛部分生效。